# Ante Zavoreo
Ante Zavoreo je bio istaknuti igrač splitskih klubova - preteča RNK Split. Igrao je tijekom 20-ih godina 20. stoljeća. 

## Igračka karijera
Bio je igrač u momčadi Juga koja je 1920. osvojila prvu titulu prvaka Splitskog nogometnog podsaveza. Ističe se zalaganjem i igrama na terenu. Nakon teškog obračuna splitskih radnika protiv orjunaša potpomognutih policijom, dolazi do zabrane Juga. Zavoreo prelazi 1921. s ostalim suigračima i upravom u redove drugog splitskog kluba "Slavija", a poslije policijske zabrane djelovanja Slavije, prelazi u studentski klub "Split". Ni taj klub nije dugo trajao. Suočeni s još jednom zabranom, Zavoreo sa svojim drugovima 1924. postaje član splitskog "Borca". U Borcu nastavlja s aktivnim igranjem nogometa. Godine 1928., izborom nove uprave Borca izabran je za blagajnika kluba, ali na toj funkciji biva kratko - zbog još jedne policijske zabrane djelovanja kluba.

### Sjećanja na događaje iz karijere
Članovi splitskog Juga i kasnijih klubova u koje su se članovi sklanjali imali su dugi niz godina vrlo prisne odnose sa sarajevskim  Radničkim sportskim klubom Hajduk. Na pitanje koji mu je događaj tijekom karijere ostao u najljepšoj uspomeni, Zavereo je izdvojio gostovanje tadašnjeg Juga u Sarajevu na dvjema prijateljskim utakmicama u samom početku 20-ih godina. Jug je obje utakmice pobijedio s 3:0. Srdačan prijem i ljubaznost Sarajlija trajno je upamtio.